# Liste der Baudenkmäler in Paderborn-Marienloh
Die Liste der Baudenkmäler in Paderborn-Marienloh enthält die denkmalgeschützten Bauwerke auf dem Gebiet von Paderborn-Marienloh in Nordrhein-Westfalen (Stand: 2011). Diese Baudenkmäler sind in der Denkmalliste der Stadt Paderborn eingetragen; Grundlage für die Aufnahme ist das Denkmalschutzgesetz Nordrhein-Westfalen (DSchG NRW).

| Bild                               | Bezeichnung                                         | Lage                                           | Beschreibung          | Bauzeit | Eingetragen seit                         | Denkmal- nummer |
| ---------------------------------- | --------------------------------------------------- | ---------------------------------------------- | --------------------- | ------- | ---------------------------------------- | --------------- |
| weitere Bilder                     | Hochkreuz auf dem Friedhof                          | Bendeslo Karte                                 | Hochkreuz             |         | 20. Juni 1984                            | 201             |
| weitere Bilder                     | Wegekreuz                                           | Neuenbekener Straße/Ecke Mittelste Trift Karte | Wegekreuz             |         | 25. Juni 1984                            | 202             |
| Herrenhaus mit Wirtschaftsgebäuden | Herrenhaus mit Wirtschaftsgebäuden                  | Senneweg 14 Karte                              |                       |         | 27. Juni 1984                            | 203             |
| Hofhaus                            | Hofhaus                                             | Detmolder Str. 369 Karte                       | Hof Mertens-Tallmeier |         | 26. Juni 1984                            | 204             |
| BW                                 | Hofhaus und Schafstall                              | Diebesweg 38 Karte                             |                       |         | 26. Juni 1984                            | 205             |
| BW                                 | Bauernhaus mit Scheune (mit historischen Schränken) | Lütke Heide 7 Karte                            |                       |         | 26. Juli 1993 (erweitert: 30. Juni 2008) | 221             |
| weitere Bilder                     | Bildstock                                           | Detmolder Straße (neben Nr. 351) Karte         | Bildstock             | 1704    |                                          | 360             |

- Karte mit allen Koordinaten:
- OSM |
- WikiMap